# Ludmannsdorf
Ludmannsdorf (slovenska: Bilčovs)  är en ort och kommun i Österrike. Den ligger i distriktet Klagenfurt-Land i förbundslandet Kärnten, i den södra delen av landet, 250 km sydväst om huvudstaden Wien. 
Kommunen består av 17 orter (Ortschaften) (inom parentes invånarantal 1 januari 2024):

- Bach (83)
- Edling (178)
- Fellersdorf (47)
- Franzendorf (169)
- Großkleinberg (63)
- Ludmannsdorf (197)
- Lukowitz (119)
- Moschenitzen (37)
- Muschkau (120)
- Niederdörfl (71)
- Oberdörfl (120)
- Pugrad (180)
- Rupertiberg (54)
- Selkach (103)
- Strein (42)
- Wellersdorf (146)
- Zedras (62)